# Võ Thái Bảo
Võ Thái Bảo (1921–2008), tên thường gọi là Tám Sử, bí danh Võ Quang Sử, Võ Thái, Thái Quang, là một nhà cách mạng và chính trị gia Việt Nam, nguyên Bí thư Tỉnh ủy An Giang.

## Thân thế
Võ Thái Bảo sinh ngày 1 tháng 2 năm 1921 trong một gia đình tá điền ở làng Long Phú, tổng An Thành, quận Tân Châu, tỉnh Châu Đốc (nay là phường Long Phú, thị xã Tân Châu, tỉnh An Giang). Năm 13 tuổi, sau khi tốt nghiệp tiểu học, ông phải dừng việc học ở nhà làm nông cùng gia đình. Trong thời gian này, ông đã có nhiều hành vi chống đối lại sự hà hiếp của địa chủ.

## Hoạt động chống Pháp
Sau cuộc khởi nghĩa Nam Kỳ (1940), ông bắt đầu hướng tới phong trào đấu tranh của Đảng Cộng sản Đông Dương. Đến năm 1944, ông được một cán bộ Huyện ủy của Đảng là Đỗ Hoàng Mai vận động và giáo dục. Theo đề xuất của tổ chức Đảng, ông làm chức hương biện cho xã trưởng Long Phú để hoạt động công khai, từ đó vận động được một số công chức và binh lính ở quận Tân Châu.
Ngày 25 tháng 8 năm 1945, ông tham gia chỉ đạo khởi nghĩa giành chính quyền ở quận Tân Châu, lại chỉ huy đoàn người từ Tân Châu kéo lên giành chính quyền ở tỉnh lỵ. Ủy ban nhân dân xã Long Phú được thành lập, ông được cắt cử làm Thư ký.
Tháng 1 năm 1946, ông được kết nạp vào Đảng Cộng sản Đông Dương, đảm nhận vai trò Phó Bí thư Chi bộ Long Phú, Phó Chủ tịch Ủy ban Kháng chiến hành chính xã Long Phú. Qua một thời gian là Bí thư Chi bộ, Chủ tịch Ủy ban Kháng chiến hành chính. Năm 1947, do điều kiện chiến đấu, tỉnh chủ trương thành lập các đơn vị du kích liên xã, trong đó bao gồm ba xã Phú Vĩnh, Long Sơn và Long Phú, Võ Thái Bảo được chỉ định làm Bí thư Liên chi bộ Vĩnh Sơn Long (hợp nhất từ ba xã kể trên).
Tháng 9 năm 1948, ông được bầu vào Huyện ủy Tân Châu, phụ trách Chi bộ Vĩnh Xương, sau đó là Phó Bí thư Huyện ủy phụ trách Dân vận. Năm 1950, do có chủ trương ghép tỉnh để thành lập tỉnh Long Châu Sa, huyện Phú Châu được thành lập, ông tham gia Ban Thường vụ Huyện ủy, phụ trách Chính trị viên Huyện đội. Cho đến trước năm 1954, ông lần lượt làm Phó Bí thư, Bí thư kiêm Chủ tịch Ủy ban Kháng chiến hành chính huyện Phú Châu, vẫn đảm nhận công tác chính trị cho Huyện đội Phú Châu.

## Kháng chiến chống Mỹ
Tháng 10 năm 1954, ông được phân công làm Bí thư Huyện ủy Châu Phú (huyện Châu Thành thuộc tỉnh Châu Đốc). Năm 1957, Tỉnh ủy An Giang được thành lập, ông là Tỉnh ủy viên phụ trách các huyện Núi Sập, Châu Phú, Tịnh Biên, Tân Châu, An Phú. Năm 1958, ông được bầu vào Thường vụ Tỉnh ủy An Giang, phụ trách quân sự. Tháng 7 năm 1960, là Phó Bí thư Tỉnh ủy An Giang kiêm Trưởng ban Quân sự, Trưởng ban Binh vận, Chính trị viên Tỉnh đội, tham gia chỉ đạo "Đồng khởi" trong tỉnh.
Ngày 20 tháng 12 năm 1960, Ủy ban Mặt trận Dân tộc Giải phóng tỉnh An Giang được thành lập do Bùi Đức Tâm làm Chủ tịch. Với tư cách đại biểu lực lượng vũ trang, ông là một trong bốn Phó Chủ tịch cùng với Vũ Hồng Đức, Huỳnh Thị Từ Tâm, Thích Chơn Như. Tháng 7 năm 1968, ông được chỉ định làm Quyền Bí thư Tỉnh ủy An Giang cho đến giữa năm 1969. Năm 1970, sau khi chính quyền Campuchia của Sihanouk bị lực lượng thân Mỹ lật đổ, Ban Cán sự Đảng vùng B gồm khu vực các tỉnh Kandal, Takéo của Campuchia được thành lập. Là thành viên trong Ban Cán sự, ông đã chỉ huy lực lượng vũ trang tỉnh An Giang phối hợp với lực lượng nổi dậy ở hai tỉnh trên xây dựng địa bàn, bộ máy chính quyền và tổ chức vũ trang.
Tháng 4 năm 1971, tỉnh Châu Hà được tách ra từ một phần tỉnh An Giang và tỉnh Rạch Giá, ông là Bí thư Tỉnh ủy trước Vũ Hồng Đức. Tháng 7, Bí thư Tỉnh ủy Nguyễn Văn Náo được rút về Khu 8, ông được phân công làm Bí thư Tỉnh ủy An Giang. Tháng 12, tại Hội nghị đại biểu Đảng bộ tỉnh An Giang, ông chính thức được bầu làm Bí thư. Tháng 7 năm 1974, ông được rút về Khu 8 làm Phó Giám hiệu trường Đảng Trần Phú khu Trung Nam Bộ.

## Hoạt động chính trị
Đầu năm 1976, ông được điều về Ban Thường vụ Tỉnh ủy An Giang, giữ chức Bí thư Thị ủy Long Xuyên. Tháng 4, trong cuộc bầu cử thống nhất hai miền, ông trúng cử Đại biểu Quốc hội khóa VI, đảm nhận vai trò Trưởng đoàn Đại biểu Quốc hội tỉnh An Giang.
Sau đó, ông được phân công làm Trưởng ban Nông nghiệp tỉnh An Giang. Tại Đại hội đại biểu Đảng bộ tỉnh lần thứ hai (1980) và lần thứ ba (1983), ông được bầu làm Phó Bí thư Thường trực Tỉnh ủy An Giang.
Tháng 10 năm 1986, ông nghỉ hưu. Năm 1990, ông là Chủ tịch Hội Cựu Chiến binh tỉnh An Giang, Ủy viên Ban Chấp hành Hội Cựu Chiến binh Trung ương. Trong thời gian này, ông còn tham gia Ban Chỉ đạo viết Lịch sử Đảng bộ tỉnh An Giang.
Ông qua đời vào năm 2008. Gia đình ông vẫn đang sống ở An Giang.

## Vinh danh
- Huân chương Độc lập hạng Nhất
- Huân chương Kháng chiến hạng Nhất, Nhì
- Huân chương Chiến sĩ giải phóng hạng Nhất, Nhì, Ba
- Huân chương Quyết thắng hạng Nhất
- Huân chương Giải phóng hạng Nhất
- Huy hiệu 60 năm tuổi Đảng